# Paracentrobia longipennis
Paracentrobia longipennis is een vliesvleugelig insect uit de familie Trichogrammatidae. De wetenschappelijke naam is voor het eerst geldig gepubliceerd in 1988 door Yousuf & Shafee.